# Il simbolo della rinascita
Il simbolo della rinascita  è un romanzo di fantascienza postapocalittica di David Brin.
Scritto nel 1985 e pubblicato in Italia nel 1987 dalla Editrice Nord  nella collana Cosmo Argento 176.
Nel 1997, è stato rilasciato un adattamento cinematografico del romanzo con Kevin Costner e Will Patton dal titolo "L'uomo del giorno dopo".

## Trama
Nonostante lo scenario postapocalittico il romanzo parla in gran parte della civiltà e dei suoi simboli.
Si tratta di un uomo che vaga per la desolata campagna dell'Oregon d'inverno e trovando un'uniforme del servizio postale degli Stati Uniti, contenente alcune lettere la indossa per tenersi al caldo, quando incontra i primi centri cittadini afferma di essere un corriere postale per gli "Stati Uniti d'America Restaurati", consegnando di fatto alcune delle lettere e accettando nuove lettere da parte dei cittadini. Il suo servizio postale e le sue affermazioni sul ritorno di un governo centrale danno speranza alla gente, minacciata da un esercito assassino.

## Premi
Il romanzo è stato originariamente scritto sotto forma di racconti, i primi due racconti (Le cascades e Cyclops) sono stati nominati per il Premio Hugo.
Il romanzo completo ha vinto il John W. Campbell Memorial Award e il Locus Award come miglior romanzo di fantascienza nel 1986.